# Schlacht bei Villach

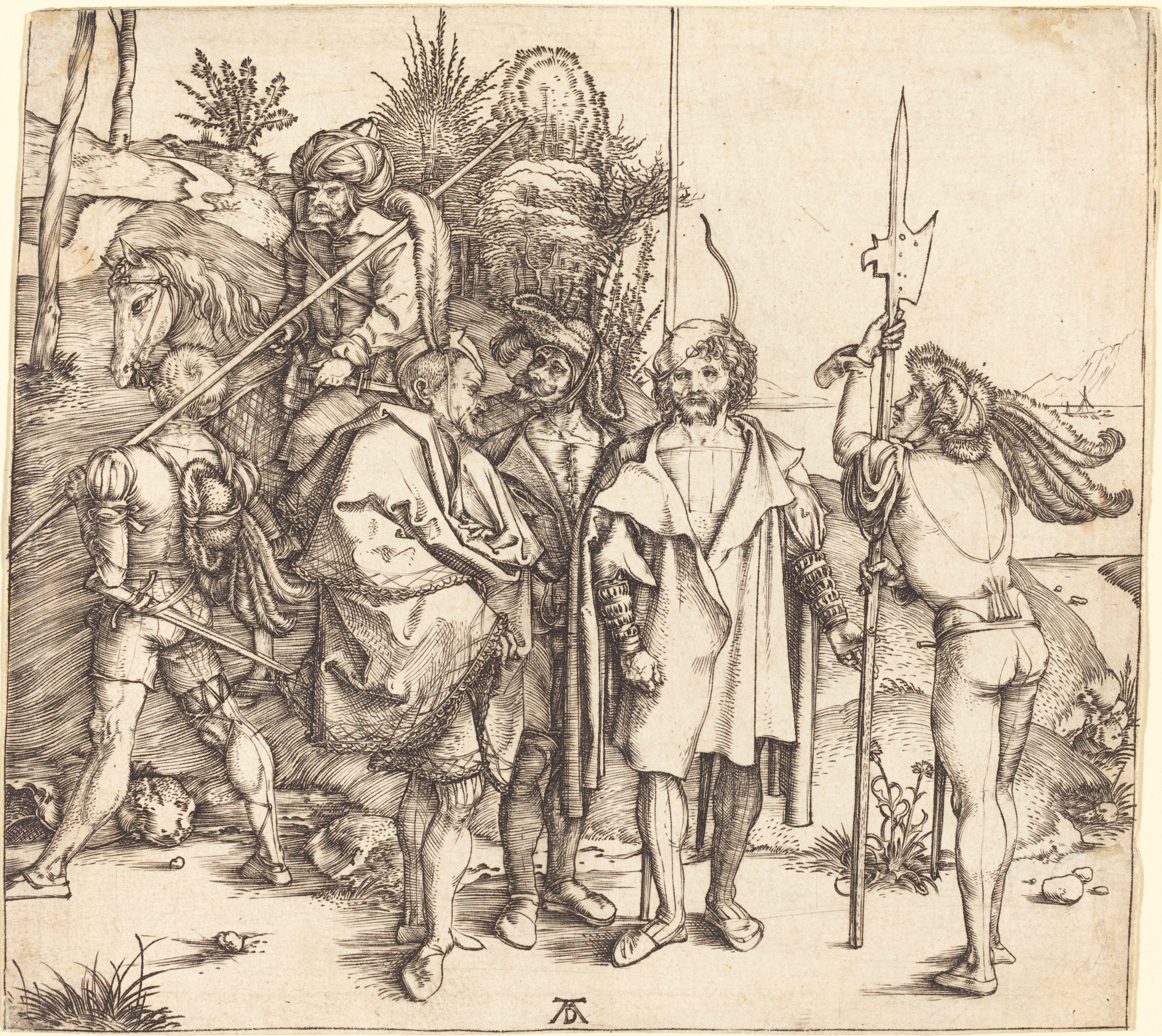
Landsknechte und ein türkischer Reiter (um 1495, Albrecht Dürer)

In einer Schlacht bei Villach sollen kaiserliche Truppen und ein innerösterreichisches Aufgebot im Jahr 1492 osmanische Streiftrupps besiegt haben. Die Historizität der Schlacht ist nicht belegt.

## Türkeneinfälle in Kärnten

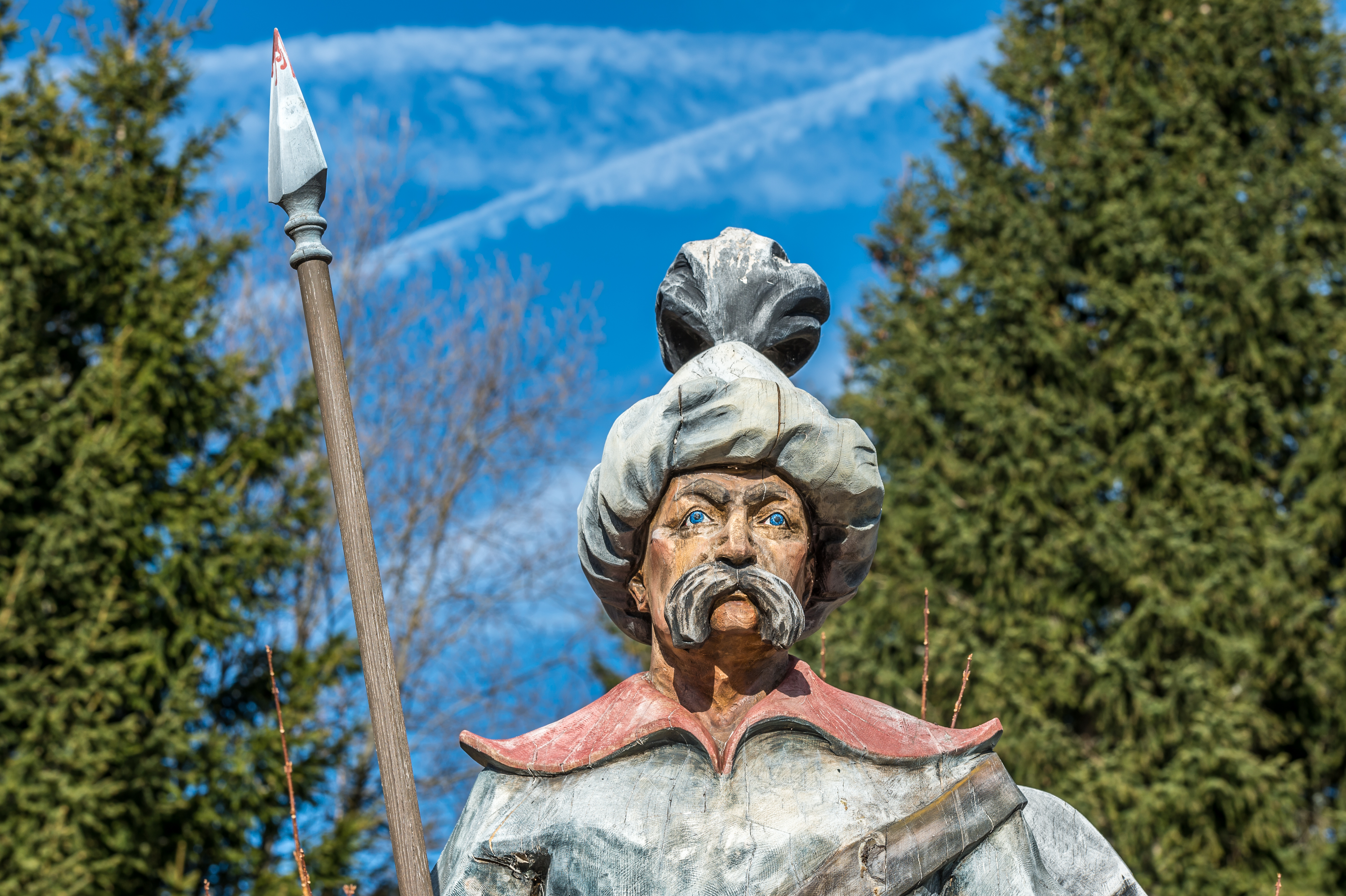
An frühere Türkeneinfälle der Jahre 1476 und 1478 unter Mihaloğlu İskender Pascha erinnert das „Tatarmandl“ in Albeck.

Nach der Einnahme Konstantinopels hatten die osmanischen Türken trotz einer Niederlage vor Belgrad u. a. Serbien und Bosnien erobert. Während ihres Krieges gegen Venedig und Ungarn waren sie seit 1469 wiederholt durch (das zu Ungarn gehörende) Kroatien hindurch auch in die zum Heiligen Römischen Reich gehörenden habsburgischen Erblande Krain, Kärnten und Steiermark (Innerösterreich) eingefallen. Um die österreichischen Erblande mussten der Habsburger-Kaiser Friedrich III. und sein Sohn und Nachfolger Maximilian I. zunächst auch mit revoltierenden steirischen Adligen, aufständischen Kärntner Bauern und dem ungarischen König Matthias Corvinus kämpfen. Nachdem der Kaiser die Adelsrevolte und die Türken den Bauernaufstand niedergeschlagen hatten, besetzten die Ungarn die Steiermark, Krain, Kärnten, Niederösterreich und Wien. In den nach Corvinus’ Tod 1490 ausgebrochenen Erbfolgekrieg in Ungarn griff neben Friedrich und Maximilian auch der osmanische Sultan Bayezid II. ein. Gegen die „Türkennot“ hatten Friedrich und Maximilian (vergeblich) zur „Reichstürkenhilfe“ aufgerufen. Da Maximilian mehr mit den Ungarn beschäftigt war, blieb die Abwehr der Türken zunächst vornehmlich regionalen Adelsaufgeboten überlassen. Vor allem dem regionalen Adel verbundene regionale Chronisten übertrieben fortan Anzahl und Ausmaß der Türkeneinfälle. So wurde nicht nur die Rolle des geltungssüchtigen Regionaladels bei den tatsächlichen Türkeneinfällen ausgeschmückt und verherrlicht, sondern es wurden auch weitere Türkeneinfälle hinzuerfunden, vor allem später während der Gegenreformation, als sich der bis dahin teilweise protestantische Adel der Region beim katholischen Kaiser hervorzuheben versuchte.
Bei den oft als „Türken“ bezeichneten Angreifern handelte es sich zumeist nicht um reguläre Teile des osmanischen Heeres oder dem osmanischen Sultan direkt unterstehende Truppen und oft auch nicht um osmanische Türken, sondern um Akıncı. Diese Akıncı waren mehr oder weniger selbständig agierende und nur leicht bewaffnete Streiftrupps und Vorausabteilungen, die sich auch aus muslimischen Vasallenvölkern wie griechischen und bulgarischen Konvertiten, Tataren, Bosniern und Albanern rekrutierten. Nachkommen griechischer Konvertiten waren beispielsweise die Akıncı-Beys Mihaloğlu Ali Bey und sein Bruder Mihaloğlu İskender Pascha. Den auch als „Renner und Brenner“ überlieferten Akıncı ging es weniger um Glaubenskrieg oder Eroberung und Besiedlung von Gebieten als vielmehr um Streif- und Beutezüge sowie Verwüstung, Demoralisierung und Destabilisierung der gegnerischen Grenzgebiete. Bei ihren Überfällen verschleppten sie oft auch christliche Bewohner der verwüsteten Gebiete als Sklaven in das Osmanische Reich. Allein in der Steiermark seien zwischen 1469 und 1490 mindestens 120.000 Bewohner getötet oder verschleppt worden – bei damals kaum einer halben Million Einwohner. Insgesamt bis zu 200.000 Gefangene sollen im 15. Jahrhundert aus Innerösterreich verschleppt worden sein.

## Schilderung der Schlacht

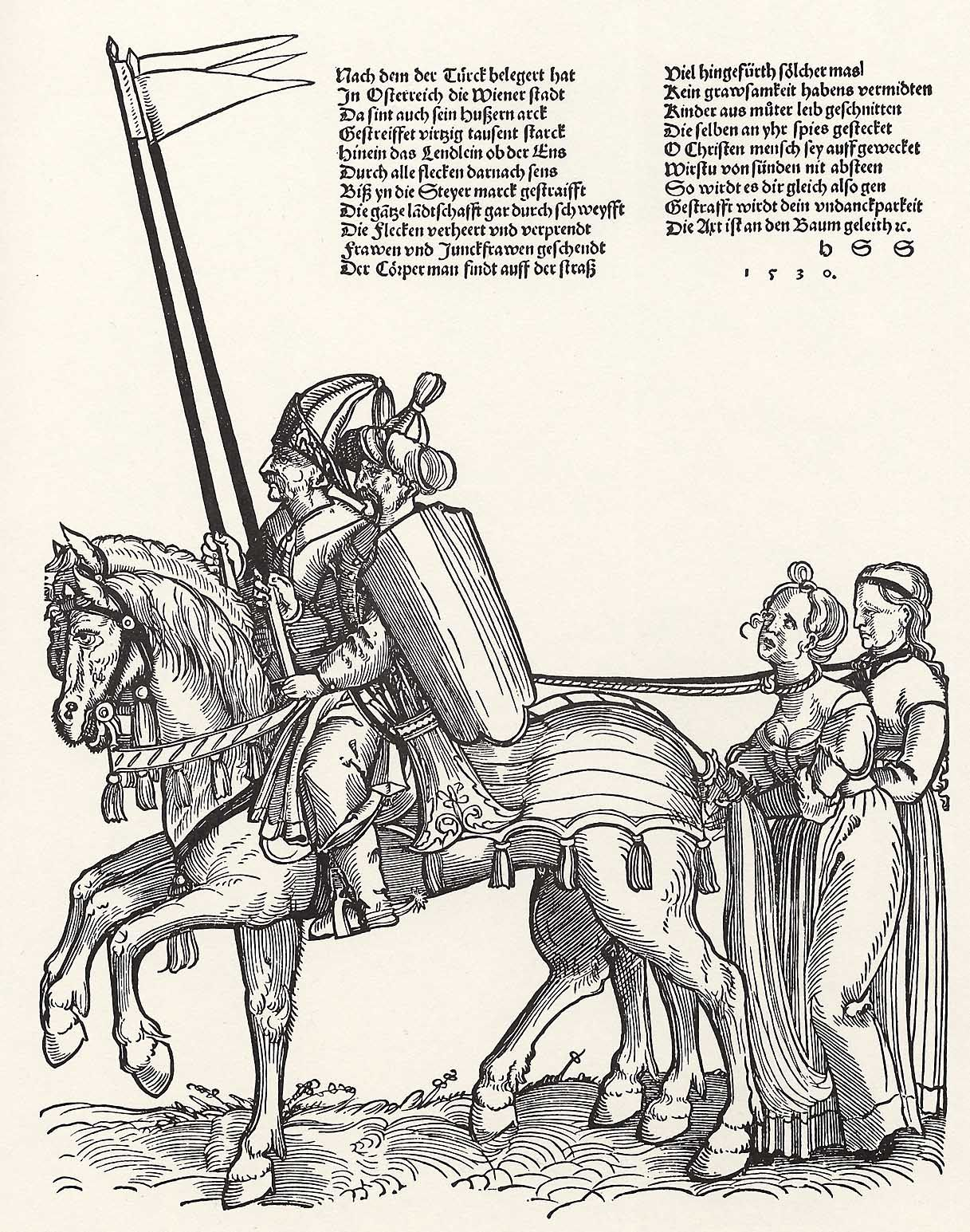
Bewohner Innerösterreichs werden von türkischen Reitern in die Sklaverei entführt (um 1530, Niklas Stör)

Obwohl z. B. der Kärntner Chronist Jakob Unrest, ein Zeitgenosse der Türkeneinfälle, für Kärnten die fünf realen Türkeneinfälle von 1473, 1476, 1478, 1480 und 1483 sowie für Krain auch Einfälle in den Folgejahren von 1491 bis 1494 zuverlässig dokumentiert hatte, erwähnte er für 1492 keinen weiteren Türkeneinfall in Kärnten und keine Schlacht bei Villach. Dennoch schilderte der Geschichtsschreiber Hieronymus Megiser 1612 in seinen Annales Carinthiae den Türkeneinfall und die Schlacht ausführlich und berief sich dabei auf den protestantischen Prediger Gothard Christalnick, der schon 1588 im Dienste verschiedener Kärntner Adeliger eine Chronik geschrieben hatte. Megiser schmückte seine Schilderungen mit den damals üblichen, aber historisch abwegigen Schauergeschichten angeblicher türkischer Gräueltaten aus (aufgespießte Kinder, abgeschlagene Köpfe, ausgeweidete und gebratene Folteropfer und sogar Kannibalismus). Demgegenüber erwähnte sein Zeitgenosse Martin Zeiller (auch er ein protestantischer Chronist im Dienst innerösterreichischer Adelsfamilien) für 1492 andere Ereignisse der Geschichte Villachs, aber keine Türkenschlacht.
Für September und Oktober 1491 ist stattdessen ein anderer Türkeneinfall belegt, der viele Ähnlichkeiten zu Megisers späteren Schilderungen über 1492 aufweist: Auf ihrem Rückweg von Plünderungen in Krain wurden knapp 10.000 mit Beute und Gefangenen beladene Akıncı offenbar vom kroatischen Grafen Bernardin Frankopan am Vrpile-Pass abgefangen. Die Akıncı verloren mehrere Tausend Mann sowie all ihre 18.000 Gefangenen, stattdessen gerieten 1500 von ihnen in Gefangenschaft. Ihr Bey Hassan Mihaloğlu konnte nur mit Mühe verwundet entkommen.
Nach einem weiteren erfolglosen Angriff auf Belgrad (März 1492) sollen die Türken Megiser zufolge dann im Spätsommer oder Frühherbst 1492 mit drei Marschkolonnen erneut in Innerösterreich eingefallen sein. Eine der Kolonnen sei demnach in Krain bis Laibach vorgestoßen (was Krainer Historiker später bezweifelten), eine weitere in der Untersteiermark bis Cilli (was wiederum steirische Geschichtsforscher zurückwiesen). Die größte der drei Kolonnen soll Mihaloğlu Ali Bey durch das Weißenfelsertal nach Kärnten geführt haben (von Megiser als Hali Pascha bezeichnet). Nach kurzem Kampf plünderten und brandschatzten die Türken angeblich zunächst Tarvis und das Kloster in Arnoldstein. Auf ihrem Rückmarsch sollen sie 15.000 christliche Gefangene fortgeführt haben. Ihnen soll sich ein von Rudolf von Khevenhüller befehligtes Aufgebot aus mehreren Hundert oder einigen Tausend Kärntnern und Steirern entgegengestellt haben, denen Maximilian weitere 5000 Landsknechte und 2000 Reiter zur Unterstützung geschickt habe. Als die mit Beute schwer beladenen Türken auf ihrem Rückmarsch vor Villach rasteten, sollen sie zwischen Villach und dem Fluss Gail von den kaiserlichen und innerösterreichischen Truppen angegriffen worden sein, woraufhin sich sofort auch die mitgeführten Gefangenen erhoben und in den Kampf eingegriffen hätten. In dem vermeintlichen Gemetzel seien 10.000 Türken sowie 6000 bis 7000 Christen getötet worden und weitere 7000 verwundete Türken in Gefangenschaft geraten. Von den überlebenden Christen soll fast jeder verwundet worden sein. Die verwundeten Türken seien vor allem deswegen gefangen genommen worden, um sie später gegen Lösegeld eintauschen zu können. Auch Mihaloğlu Ali Bey sei verwundet in Gefangenschaft geraten, bald aber seinen Wunden erlegen. Nur wenige Türken sollen entkommen sein.

## Folgen

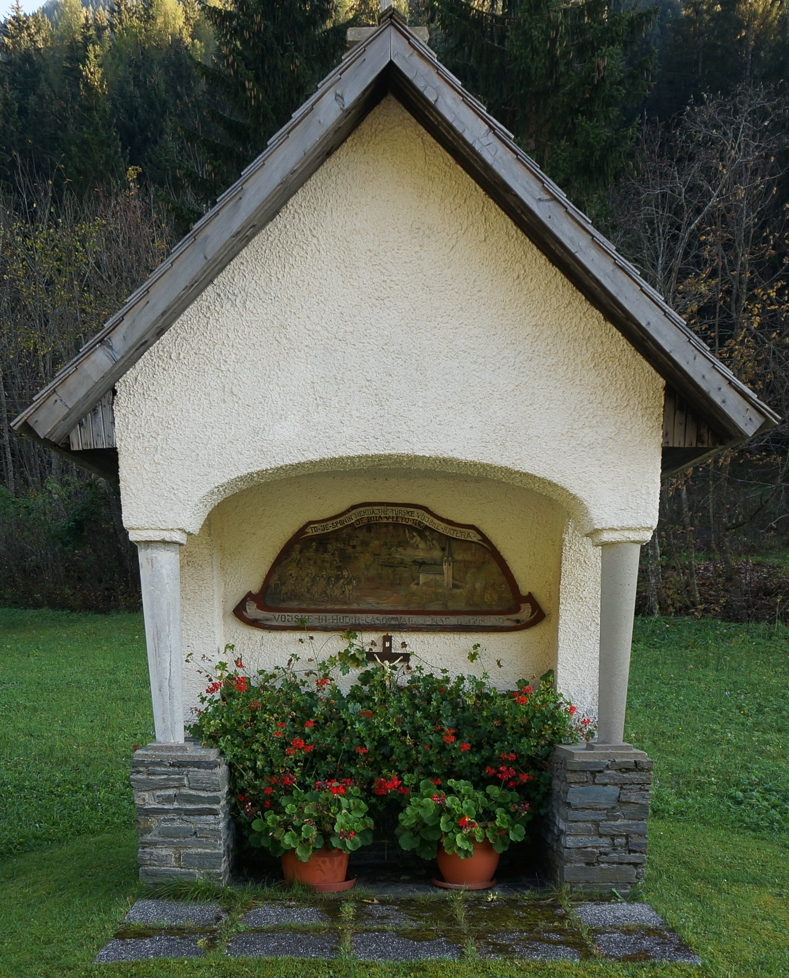
Auch Zell in Kärnten soll 1492 vom angeblichen Türkeneinfall getroffen worden sein (Gedenkkapelle mit Erinnerungsmalerei).

Der vermeintliche Sieg über die Türken hatte offenbar zumindest unmittelbar keinen nachhaltigen Erfolg, denn schon für 1493 und 1494 wurden in Krain und Steiermark sowie für 1496, 1497, 1498 und 1499 angeblich auch in Kärnten weitere (angebliche) türkische Angriffe überliefert. Dennoch wurde der später sogar Maximilian selbst zugeschriebene Sieg von Villach zu einer „Rettungsschlacht“ bzw. „Entscheidungsschlacht“ und zu einem ähnlichen Mythos überhöht wie einst die Schlacht von Tours. Ein (wenn überhaupt, dann wahrscheinlich eher) kleinerer Streifzug der Türken auf einem eher unbedeutenden Nebenkriegsschauplatz wurde ebenso aufgebauscht wie der einst vor Tours gescheiterte Streifzug der Araber. Mihaloğlu Ali Bey habe angeblich bis an den Rhein oder bis nach Rom vordringen wollen, doch dass die einfallenden Osmanen in den Schluchten Kärntens den Weg nach Rom gesucht hätten, lässt sich nicht belegen. Durch Maximilian sei Europa damals vor den Muslimen gerettet worden. Maximilian soll damals sogar Bayezid selbst geschlagen haben – obwohl diese Behauptung nicht von Megiser stammte. Die Türken seien so vernichtend geschlagen worden, dass sie nie wieder zurückgekommen seien. (Zumindest kamen sie nicht wieder nach Kärnten, wohl aber eben nach Krain und in die Steiermark.) Nach weiteren Abwehrkämpfen rief Maximilian 1494 sogar zu einem neuen Kreuzzug und zur Rückeroberung Konstantinopels auf, musste aber 1495 und 1499 Waffenstillstand mit Bayezid schließen, der Österreich dann tatsächlich rund drei Jahrzehnte relative Ruhe brachte. Stattdessen rückten die Türken weiter nach Westen vor, beispielsweise 1499 unter İskender Pascha bis Vicenza.

## Historisch-kritische Zweifel
Nahezu alle Angaben zur vermeintlichen Schlacht gehen auf Megiser zurück. Dennoch sind Megisers Darstellungen von späteren Geschichtsschreibern wie z. B. Johann Valvasor und Aquilin Caesar unkritisch übernommen und auch noch 1828 von dem Orientalisten Joseph von Hammer-Purgstall nacherzählt worden, doch ebenfalls noch im 19. Jahrhundert äußerten sowohl Kirchenhistoriker als auch Regionalhistoriker wie Heinrich Hermann oder Franz Ilwof starke Zweifel an Megisers „poetischem Gemälde“. Für einen Türkeneinfall zu dieser Zeit gibt es keinen Beweis und auch ob 1492 Rudolf von Khevenhüller überhaupt noch gelebt habe beziehungsweise ob Mihaloğlu Ali Bey wirklich 1492 umgekommen sei, ist umstritten. Hermann hielt bestenfalls noch einen kleinen türkischen Streif- oder Durchzug für nicht völlig ausgeschlossen, doch Wilhelm Neumanns Studien zu „Wahrheit und Dichtung in der Kärntner Geschichtsschreibung“ widerlegten 1955 auch das.
Spätestens seit dem 20. Jahrhundert gilt die Schlacht von Villach als „reine Dichtung“, geschichtswidriger Unsinn, unhaltbare Erfindung und „Geschichtslüge“ Megisers. Dennoch wurde die offensichtlich erfundene Schlacht auch noch zu Beginn des 21. Jahrhunderts in einigen nichtösterreichischen Nachschlagewerken als historisches Faktum erwähnt.